# Coenonympha monticola
Coenonympha monticola är en fjärilsart som beskrevs av Kolar 1921. Coenonympha monticola ingår i släktet Coenonympha och familjen praktfjärilar. Inga underarter finns listade i Catalogue of Life.